# Fenerbahçe Spor Kulübü (tennis de table)
La section pongiste du club omnisports Fenerbahçe Spor Kulübü est le club pongiste le plus important de la Turquie. Le club est le seul à ce jour à avoir atteint une finale de Coupe d'Europe des clubs champions.

## Palmarès

### Hommes
- ETTU Cup
  - Finaliste en 2008
- Championnat de Turquie (15)
  - Champions en 1961, 1962, 1963, 1964, 1967, 1968, 1969, 1970, 1972, 1978, 1979, 1983 puis en 2007, 2008 et 2009.
- Coupe de Turquie (4)
  - Vainqueur en 2000, 2006, 2007, 2009

### Femmes
- Ligue des champions (1)
  - Vainqueur en 2015
  - Finaliste en 2014
- ETTU Cup (2)
  - Vainqueur en 2012 et 2013
- Championnat de Turquie (8)
  - Championnes en 1968, 1999, 2000, 2001, 2002, 2008, 2010, 2011
- Coupe de Turquie (8)
  - Vainqueur en 1999, 2000, 2001, 2002, 2007, 2008, 2009, 2011